# منحنی میزان

بخش پایینی نمودار چند منحنی تراز را با خطی مستقیم که از محل بیشینه می‌گذرد نشان می‌دهد. منحنی بالا اندازه‌ها را در راستای خط مستقیم نشان می‌دهد.

منحنی میزان یا منحنی هم‌تراز، (به انگلیسی: contour line) در یک نقشهٔ توپوگرافی منحنی است که همهٔ نقاط هم‌ارتفاع زمین را به هم وصل می‌کند. منحنی‌های میزان همدیگر را قطع نمی‌کند و کوچکترین محیط بسته در این نقشه‌ها، بلندترین نقطه یا پایین‌ترین نقطه می‌باشد.
فواصل عمودی بین خطوط منحنی‌های میزان، همگی یکسان هستند.

## قوانین مربوط به منحنی‌های میزان
- قانون ۱: هر خط حدفاصل (خط کنتور) نمایشگر خطوطی است که کاملاً هم ارتفاع هستند.
- قانون ۲: خطوط حدفاصل هیچ‌گاه با یکدیگر برخورد نمی‌کنند.
- قانون ۳: رفتن از یک خط حدفاصل به یک خط حدفاصل بالاتر، نشان‌دهندهٔ افزایش ارتفاع می‌باشد.
- قانون ۴: هر چقدر، خطوط حدفاصل به همدیگر نزدیکتر باشند، شیب زمین تندتر و هر چقدر فاصلهٔ این خطوط با همدیگر بیشتر باشد، شیب زمین ملایم‌تر است.
- قانون ۵: تعدادی خطوط حدفاصل بسته، نشانگر یک تپه یا یک کوه می‌باشند، اما اگر این خطوط بسته به صورت هاشور زده باشند، نمایشگر یک حفره بر روی سطح زمین می‌باشند.
- قانون ۶: خطوط حدفاصل در یک دره که رودخانه دارد در نقاط سرچشمه رودخانه و بالای تپه به صورت شکل V در می‌آیند.
- قانون ۷: بر روی یک قله یا در عمق یک دره با ارتفاع یکسان ممکن است تعدادی از خطوط حدفاصل تکرار شوند. این معمولاً در مورد دره‌های هم سطح یا قله هم ارتفاع اتفاق می‌افتد.